# Patrício (futebolista)
Patrício Antônio Boques, mais conhecido apenas como Patrício (Aratiba, 8 de outubro de 1974) é um treinador e ex-futebolista brasileiro, que atuava como lateral-direito. Atualmente, comanda a escolinha de Futebol do Centro Esportivo Ovidio Müller.

## Carreira

### Como jogador
Iniciou sua carreira nas categorias de base do Ypiranga de Erechim, depois atuando pela equipe de futsal do município de Vargeão, em Santa Catarina, onde deu seus primeiros passos no futebol. Após chamar atenção no primeiro campeonato disputado pelo time de futebol, Patrício logo foi convidado a jogar pelo time da cidade polo da região para atuar pelo mesmo campeonato amador regional. Ainda pela belas atuações, foi contratado profissionalmente pela primeira vez pela Kindermann, em 1999, time do município catarinense de Caçador para disputar o Campeonato Catarinense da Segunda Divisão. No mesmo ano, transferiu-se para o Paraná, onde destacou-se e logo foi contratado pelo time de coração, o Grêmio. Ele já teve passagem pelo Grêmio, em 2000. Foi titular do Grêmio desde 2005 até 2007, quando o Tricolor após o final da Copa Libertadores da América de 2007. Depois da contratação do colombiano Bustos, Patrício foi reserva por algumas partidas.
Em 7 de dezembro de 2007, Patrício foi anunciado como contratação pela Portuguesa.
Apesar do rebaixamento da Lusa em 2008, Patrício foi o líder em assistências ao longo do campeonato. Ainda assim, foi ignorado na lista dos melhores laterais-direitos da competição.
No fim do ano, foi transferido para o Bahia. Capitão da equipe tricolor, em sua primeira partida perdeu um pênalti, batendo na trave, e fazendo um belo gol de falta, a sua especialidade, e dando boas assistências aos seus companheiros de equipe. Depois de passar pelo Bahia, foi contratado pelo São Caetano.
Em 24 de novembro de 2010, foi anunciado oficialmente pelo Caxias e, no mesmo ano, encerrou sua carreira.

### Como treinador
No dia 26 de junho de 2013 foi anunciado  como técnico do 15 de Novembro, time pelo qual Patrício jogou, e que retorna ao futebol profissional após 5 anos de inatividade, sendo essa a primeira oportunidade de Patrício como treinador.
Em fevereiro de 2020 foi anunciado, como Auxiliar-Técnico, pelo Vila Nova, de Goiás, compondo a comissão do técnico de futebol Bolívar . 

## Títulos

### Como jogador
Grêmio
- Série B: 2005
- Campeonato Gaúcho: 2006 e 2007
- Vice-Campeão da Copa Libertadores da América 2007

15 de Novembro
- 3° Copa do Brasil 2004
- Campeonato Gaúcho do Interior 2005